# 박물관 및 미술관 준학예사
박물관 및 미술관 준학예사(Assistant Curator)는 전시 기획, 작품 수집 및 관리를 담당하는 전문 학예사 양성을 위한 국가전문자격 시험으로 국립중앙박물관이 소관하며 한국산업인력공단이 시행한다.

## 응시 자격
- 제한 없음

## 시험 과목

### 공통 과목
- 박물관학

### 선택 과목
| - 고고학 - 미술사학 - 예술학 - 민속학 - 서지학 - 한국사 - 인류학 | - 자연사 - 과학사 - 문화사 - 보존과학 - 전시기획론 - 문학사 |

### 공인어학성적 기준요건

#### 영어
| - TOEIC : 625점 이상 - TOEFL : PBT 490점, IBT 58점 이상 - TEPS : 280점 이상 | - G-TELP Level 2 : 50점 이상 - FLEX : 520점 이상 |

#### 일본어
- JPT : 510점 이상
- JLPT N2 : 120점 이상
- FLEX : 520점 이상

#### 중국어
- HSK 4급 : 194점 이상
- FLEX : 520점 이상

#### 한문
- 한국어문회 : 4급 이상
- 상공회의소한자 : 3급 이상

#### 프랑스어
- DELF : B1 이상
- FLEX : 520점 이상

#### 독일어
- 괴테어학검정시험 : B1 이상
- FLEX : 520점 이상

#### 스페인어
- DELE : B1 이상
- FLEX : 520점 이상

#### 러시아어
- TORFL : 기본 단계 이상
- FLEX : 520점 이상

#### 이탈리아어
- CILS : B1 이상
- CELI : Level 2 이상